# Bhutan ai Giochi della XXV Olimpiade
Il Bhutan ha partecipato ai Giochi della XXV Olimpiade di Barcellona, svoltisi dal 25 luglio al 9 agosto 1992, con una delegazione di 6 atleti.

## Tiro con l'arco
| Gara                  | Atleta                                     | Turno di qualificazione | Turno di qualificazione | Turno 1 | Turno 2 | Ottavi | Quarti | Semifinali | Finale |
| Gara                  | Atleta                                     | Punteggio               | Pos.                    | Turno 1 | Turno 2 | Ottavi | Quarti | Semifinali | Finale |
| --------------------- | ------------------------------------------ | ----------------------- | ----------------------- | ------- | ------- | ------ | ------ | ---------- | ------ |
| Individuale maschile  | Jubzang Jubzang                            | 1221                    | 63                      |         |         |        |        |            |        |
| Individuale maschile  | Karma Tenzin                               | 1162                    | 71                      |         |         |        |        |            |        |
| Individuale maschile  | Pema Tshering                              | 1069                    | 75                      |         |         |        |        |            |        |
| Squadre maschile      | Jubzang Jubzang Karma Tenzin Pema Tshering | 3452                    | 20                      |         |         |        |        |            |        |
| Individuale femminile | Namgyal Lhamu                              | 1047                    | 61                      |         |         |        |        |            |        |
| Individuale femminile | Pem Tshering                               | 1129                    | 60                      |         |         |        |        |            |        |
| Individuale femminile | Karma Tshomo                               | 1160                    | 58                      |         |         |        |        |            |        |
| Squadre femminile     | Namgyal Lhamu Pem Tshering Karma Tshomo    | 3336                    | 17                      |         |         |        |        |            |        |